# Athanasius (Speyer)
Athanasius, auch Anatharius, war in der ersten Hälfte des 7. Jahrhunderts Bischof von Speyer und ist in der offiziellen Zählung der dritte Amtsträger. Aus seinem Leben ist wenig überliefert.

## Überlieferung
Athanasius wird in der ältesten Speyerer Bischofsliste, der Schäftlarner Liste, die zwischen 1078 und 1088 in der Abtei Schäftlarn entstand, als 1. Bischof „Anatharius“ aufgeführt. Allerdings ist dort die Gruppe der ersten acht Bischöfe unvollständig und nicht chronologisch. Den Vorgänger Hilderich nennt das Dokument gar nicht, obwohl er durch das Pariser Konzil von 614 verbürgt ist.
Wilhelm Eisengrein (1544–1570) bezeichnet ihn 1564 in seiner „Speyerer Chronik“ der beständigen Tradition gemäß als „Heiligen“ und als „den besten Hirten von der Herde des Herrn, welcher viele umherwohnende Völker, die noch in heidnischer Finsternis schmachteten, durch seine gesunde Lehre erleuchtete und bekehrte.“ Er wurde entsprechend den kurz zuvor verabschiedeten Pariser Konzilsbeschlüssen ausgewählt, die vorschrieben, nur solchen Männern das Hirtenamt zu übertragen, „welche das Volk durch Frömmigkeit und gutes Beispiel, nicht minder als durch Ernst und Strenge zu leiten wissen.“
Der Überlieferung gemäß soll Athanasius der Hofkaplan König Dagoberts I. gewesen sein, an dessen Hof ein reges religiöses Leben blühte und Bischof Arnulf von Metz großen Einfluss ausübte.
Unter dem Episkopat von Bischof Athanasius nahm die Kirche von Speyer einen mächtigen Aufschwung und es wurde am Hochufer des Rheines der erste merowingische Dom errichtet, welcher der Gottesmutter Maria und dem Märtyrer Stephanus geweiht war. Bei der Öffnung der Kaisergräber im jetzigen Dom stieß man um 1900 auf Fundament- und Säulenreste des Vorgängerbaues, die für heutige Besucher der 1906 angelegten Kaisergruft sichtbar und zugänglich sind. Demnach muss es sich schon beim merowingischen Vorgängerbau von Bischof Athanasius um eine stattliche, geräumige Kirche gehandelt haben. Offenbar infolge der persönlichen Beziehung zum Bischof, ließ König Dagobert auf dem heutigen Germansberg in Speyer, auf den Ruinen eines römischen Merkurempels, ein Benediktinerkloster errichten, das den Hl. Germanus zum Patron erhielt. Diese Kirche ging im 19. Jahrhundert unter und es befindet sich dort momentan das Priesterseminar der Diözese Speyer, bei dessen Bau, in den 1950er Jahren, man Überreste der alten Kirche ausgrub (Steinsärge, Bodenfliesen u. Ä.) die heute dort ausgestellt sind.
Überdies stiftete König Dagobert I. um 626 im Speyerer Bistum das Kloster St. Michael Klingenmünster und schenkte dem bischöflichen Stuhl ein großes Weingut zu Schlettstadt im Elsass.